# Ягнетевы
Ягнетевы — древний русский дворянский род.
Восходит к концу XVI века и записан в VI часть родословной книги Костромской губернии.
Родоначальник — Прокофий Сулешович Ягнетев.
Из дошедших источников известно, что дворянин Семен Гаврилович Ягнетев владел 100 четвертями земли в Костроме (1596).

## Описание герба
Гласный герб:
В червлёном щите золотой ягненок, обращённый вправо, с лазуревыми глазами и языком.
Щит увенчан дворянским коронованным шлемом. Нашлемник: рука в червлёном одеянии, вытянутая вверх, держит золотой бердыш. Намёт: червлёный с золотом. Герб этого рода внесён в XII часть Общего Гербовника, № 73.

## Известные представители
- Ягнетев Фёдор Иванович — воевода в Василе (1681).
- Ягнетев Алексей Фёдорович — московский дворянин (1692).
- Ягнетев Иван Дмитриевич — стряпчий (1692)[2][3].